# Jason Gavin
Jason Gavin es un escritor de televisión. Ha trabajado en la serie dramática de NBC Friday Night Lights como escritor. Fue nominado a un premio Writers Guild of America (WGA) a la mejor serie dramática en la ceremonia de febrero de 2009 por su trabajo en la tercera temporada de Friday Night Lights. Fue nominado al premio WGA a la mejor serie dramática por segundo año consecutivo en la ceremonia de febrero de 2010 por su trabajo en la cuarta temporada.
En 2022 se le acreditó como productor ejecutivo de la serie de Marvel Studios Echo, destinada a formar parte de las series de televisión del Universo Cinematográfico de Marvel (MCU).